# Parafia św. Apostołów Piotra i Pawła w Orzeszu
Parafia św. Piotra i Pawła – rzymskokatolicka parafia znajdująca się w Orzeszu, w dzielnicy Woszczyce. Parafia należy do dekanatu Orzesze i archidiecezji katowickiej.

## Historia
Parafia po raz pierwszy wzmiankowana została w spisie świętopietrza parafii dekanatu Oświęcim diecezji krakowskiej z 1326 r. pod nazwą Woskic i ponownie w 1327 r. Można jednak przyjąć, że powstała w II połowie XIII w. W kolejnych spisach świętopietrza z lat 1346–1358 występuje w zapisach Voxcicz, Woxcicz, Wosczek, Woskssicz. Około 1350 r. powstał dekanat Pszczyna, który podlegał diecezji krakowskiej do 1821 r., kiedy to na mocy bulli papieża Piusa VII De salute animarum z 17 lipca przyłączony został do diecezji wrocławskiej.
W listopadzie 1598 r. wizytacji kościelnej (pierwszej po soborze trydenckim) dekanatu pszczyńskiego dokonał archidiakon krakowski Krzysztof Kazimirski na zlecenie biskupa Jerzego Radziwiłła. Według sporządzonego sprawozdania kościół w Villa Wosczyce znajdował się w rękach protestantów.